# Henrich Philipp Pohlmann
Henrich Philipp Pohlmann (* 13. Dezember 1758 in Rhenegge; † 22. Mai 1836 ebenda) war ein deutscher Kaufmann und Politiker.

## Leben
Pohlmann war der Sohn des Kauf- und Handelsmanns Johann Christian Pohlmann (von Richts) (* 31. Januar 1716 in Rhenegge; begraben 24. Februar 1787 ebenda) und dessen Ehefrau Clara Maria geborene Siebecker (* 15. Januar 1725 in Berndorf; begraben 1. Mai 1777 in Rhenegge). Er war evangelisch und heiratete am 3. Januar 1787 in Rhenegge Anna Christina Zoeltzer (* 7. März 1768 in Welleringhausen; begraben 16. März 1820 in Rhenegge), Tochter des Provisors Johannes Zoeltzer und der Anna Louise Catharina Wilcke. Johannes Behlen war ein Schwager und sein Nachfolger als Landstand.
Pohlmann lebte als Landwirt und als Kaufmann für  Schafe und Wolle in Rhenegge. Dort war er von 1788 bis 1836 auch Richter und 1816 gewählter Rhenegger Kürgenosse. Von April/Mai 1817 bis zum 22. Mai 1836 war er Mitglied des Landstandes des Fürstentums Waldeck. Er wurde für den Bauernstand im Oberjustizamt des Eisenbergs gewählt.